# Séisme de 1964 en Alaska
Le séisme de 1964 en Alaska (Good Friday Earthquake en anglais) est un des plus puissants séismes enregistrés sur Terre avec une magnitude 9,2 (entre 9,1 et 9,3) sur l'échelle de Richter. Il a frappé la région d'Anchorage, en Alaska, le vendredi 27 mars 1964 (Vendredi saint, Good Friday en anglais) à 17 h 36, heure locale.
L'épicentre du séisme se situe à environ 90 km à l'ouest de Valdez et 120 km à l'est d'Anchorage, avec un foyer à une profondeur de 25 km.
Le séisme a fait 131 victimes. Il a engendré un tsunami qui a fait 14 victimes en Californie et produit des dégâts sur l'ensemble de la côte ouest américaine.

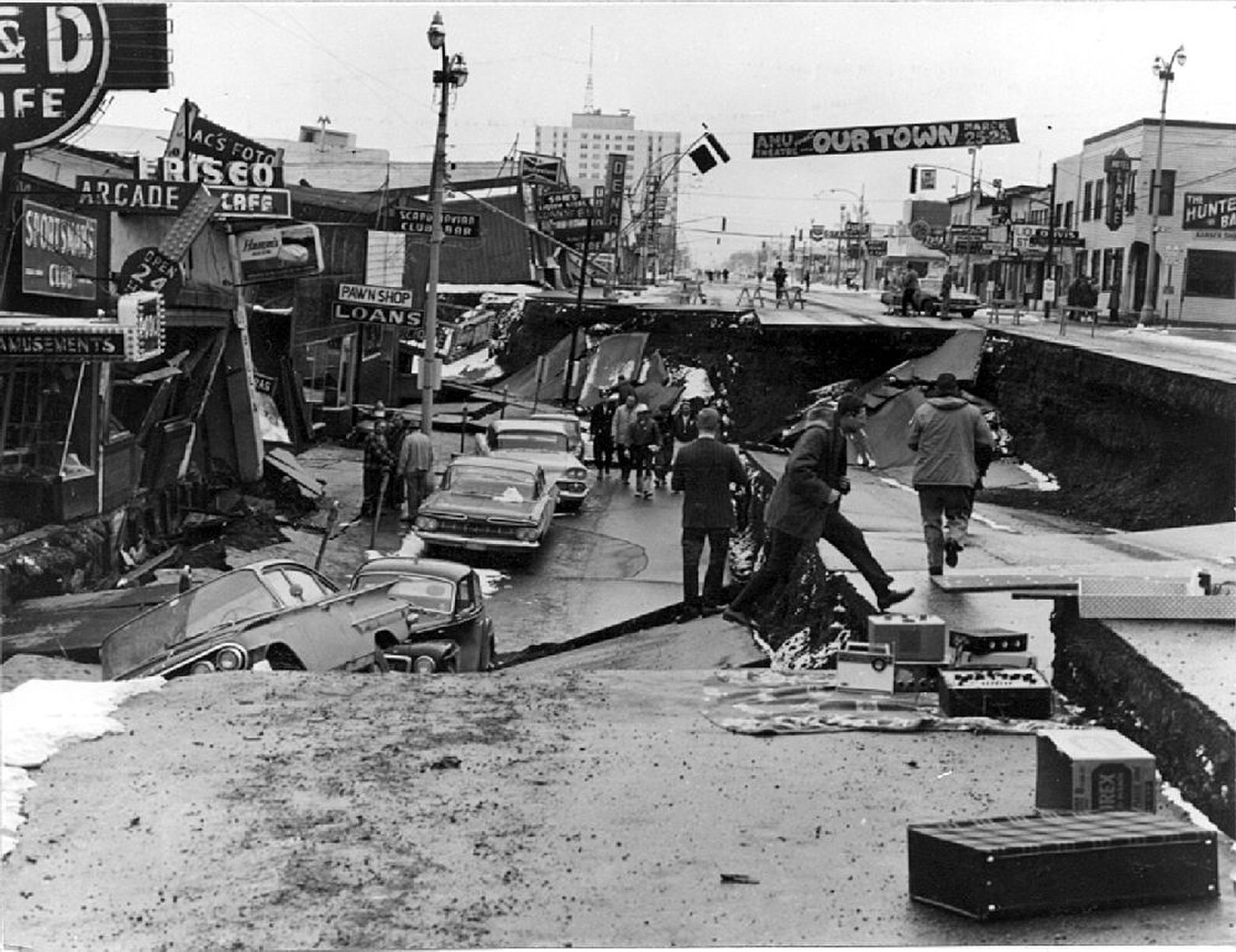
Anchorage après le tremblement de terre.